# پیپت خاکی

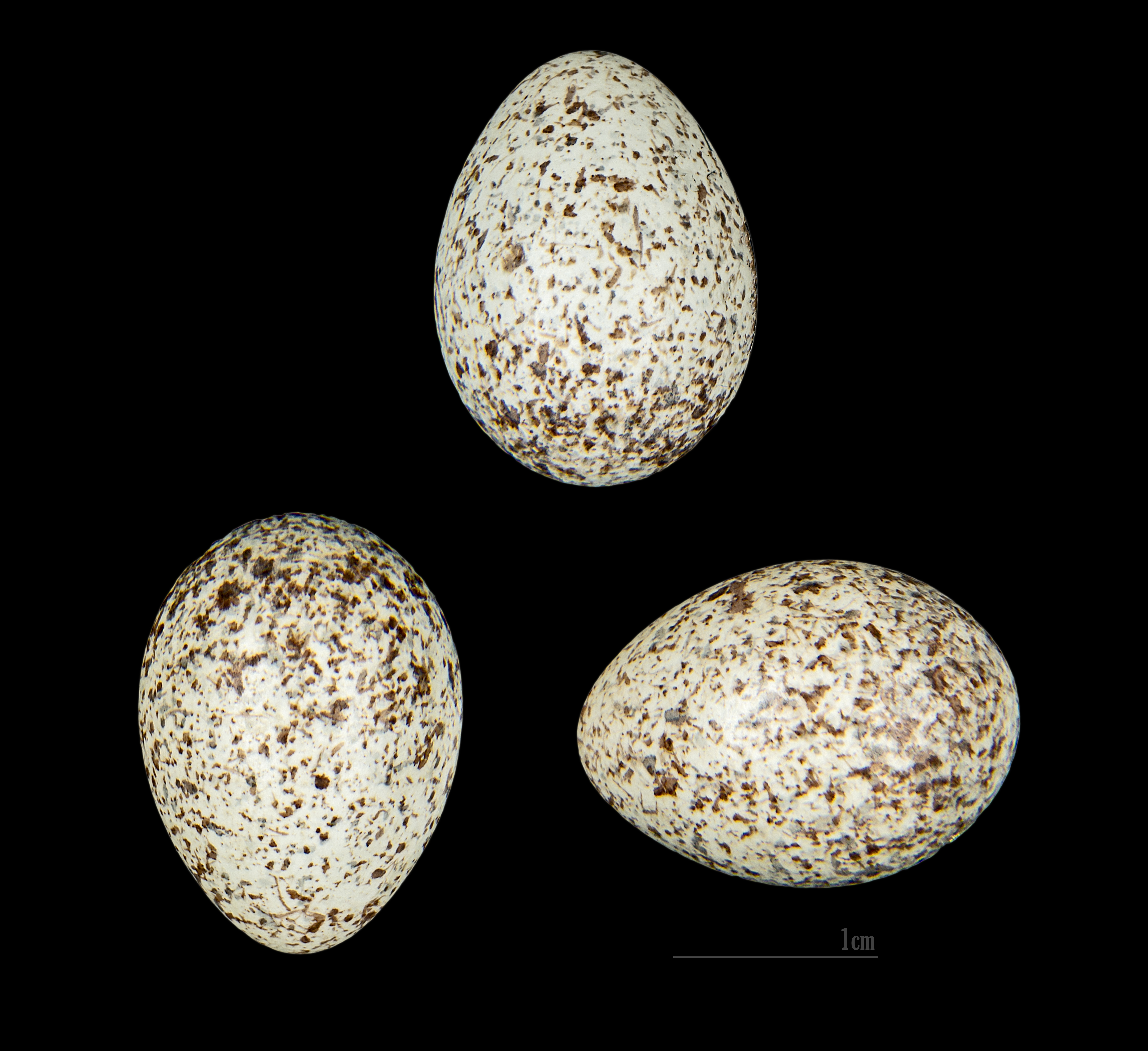
Anthus campestris

پیپت خاکی (نام علمی: Anthus campestris) یکی از گونه‌های پیپت‌هاست و پرنده‌ایست شبیه گنجشک با جثه‌ای نسبتاً بزرگ که در بیشتر نقاط معتدل اروپا، آسیا و شمال‌غربی آفریقا یافت می‌شود. این پرنده مهاجر بوده و در زمستان به نواحی گرمسیری آفریقا و شبه‌قارهٔ هند کوچ می‌نماید. این پرنده در ایران نیز یافت می‌شود.
نیاز به یادآوری است که پی‌پت دشتی، یک گونه دیگر از پیپت‌هاست و نباید با این گونه اشتباه شود.

## ویژگی‌ها
با وجودی که پیپت خاکی بین ۱۶٬۵ تا ۱۸ سانتی‌متر طول دارد اما مشاهدهٔ آن به دلیل رنگ‌بندی خاص پرها که در بالای بدنش شنی رنگ بوده و در ناحیهٔ شکم کم‌رنگ‌تر می‌شود بر روی زمین دشوار است. این گونهٔ پیپت بسیار شبیه پیپت پادراز است با این تفاوت که کمی از آن کوچکتر بوده و پاها و نوک تیره‌رنگ کوتاهتری دارد. همچنین این پرنده همچون دیگر پییپت‌ها حشره‌خوار است.

## زادآوری
پییپت خاکی در زمین‌های خشک و باز همچون دشت‌های نیمه‌بیابانی اقدام به زادآوری می‌کند. او لانهٔ خود را بر روی زمین ساخته و پس از جفت‌گیری بین ۴ تا ۶ تخم در آن می‌گذارد.